# Bietschhorn
El Bietschhorn (El rey del Valais) es uno de los más altos y conocidos picos de los Alpes berneses, forma parte del sitio declarado Patrimonio de la Humanidad por la  Unesco, el Jungfrau-Aletsch-Bietschhorn.
El 13 de agosto de 1859, el inglés Leslie Stephen logró subir hasta la cima y se convirtió en la primera persona en escalarlo. Este habría sido apoyado por los guías de montaña Anton Siegen, Johann Siegen y Joseph Ebener.
Como los dedos de una mano, en el lado sur del Bietschhorn se encuentran varios valles como el Bietschtal o el Baltschiedertal que hace parte del piso bajo alpino y que se dirige hacia el valle del Ródano que marca un aire más bien mediterráneo, mientras que en el norte el Löschental forma la frontera del macizo del Bietschhorn. 
Para aprovechar la insolación de la que gozan las pendientes del valle, se desarrolló desde la antigüedad un complejo sistema de irrigación canalizada en madera para poder desarrollar la actividad agrícola. 
En mayo de 2025, el colapso del glaciar Birch, en la zona montañosa de Bietschhorn provocó un deslizamiento de tierra que sepultó y destruyó gran parte del pueblo de Blatten, así como el bloqueo parcial del río Lonza.